# Invertébrés sur timbres des Bahamas
Les Bahamas ont émis régulièrement des timbres avec des fleurs et des animaux.
| Valeur faciale | Sujet                                                             |
| -------------- | ----------------------------------------------------------------- |
| 15 c.          | Calpodes ethlius sur une fleur de Canna (Cannaceae)               |
| 55 c.          | Phoebis sennae sur une branche de Cassia didymobotrya             |
| 60 c.          | Anartia jatrophae sur une fleur de la passion Passiflora caerulea |
| 70 c.          | Battus devilliers¹ sur une fleur de Aristolochia elegans          |